# Per Ivar Moe
Per Ivar Moe, född 11 november 1944 i Ålesund, är en norsk före detta skridskoåkare.
Moe blev olympisk silvermedaljör på 5 000 meter vid vinterspelen 1964 i Innsbruck.